# Municipio de San Nicolás de los Ranchos
El Municipio de San Nicolás de los Ranchos es uno de los 217 municipios en que se encuentra dividido el estado mexicano de Puebla, se localiza en las faldas del volcán Popocatépetl, siendo uno de los municipios más cercanos a él y conocido por esta situación; su cabecera es el pueblo de San Nicolás de los Ranchos.

## Geografía
San Nicolás de los Ranchos, con una extensión territorial de 195.19 km², se localiza en el extremo occidental del estado de Puebla, en las faldas de la Sierra Nevada. Limita, en el sentido del reloj desde el norte, con el municipio de Huejotzingo, el municipio de Calpan, el municipio de Nealtican, el municipio de Tianguismanalco y el municipio de Tochimilco, en Puebla; así como con el municipio de Atlautla, en el Estado de México.

### Orografía e hidrografía

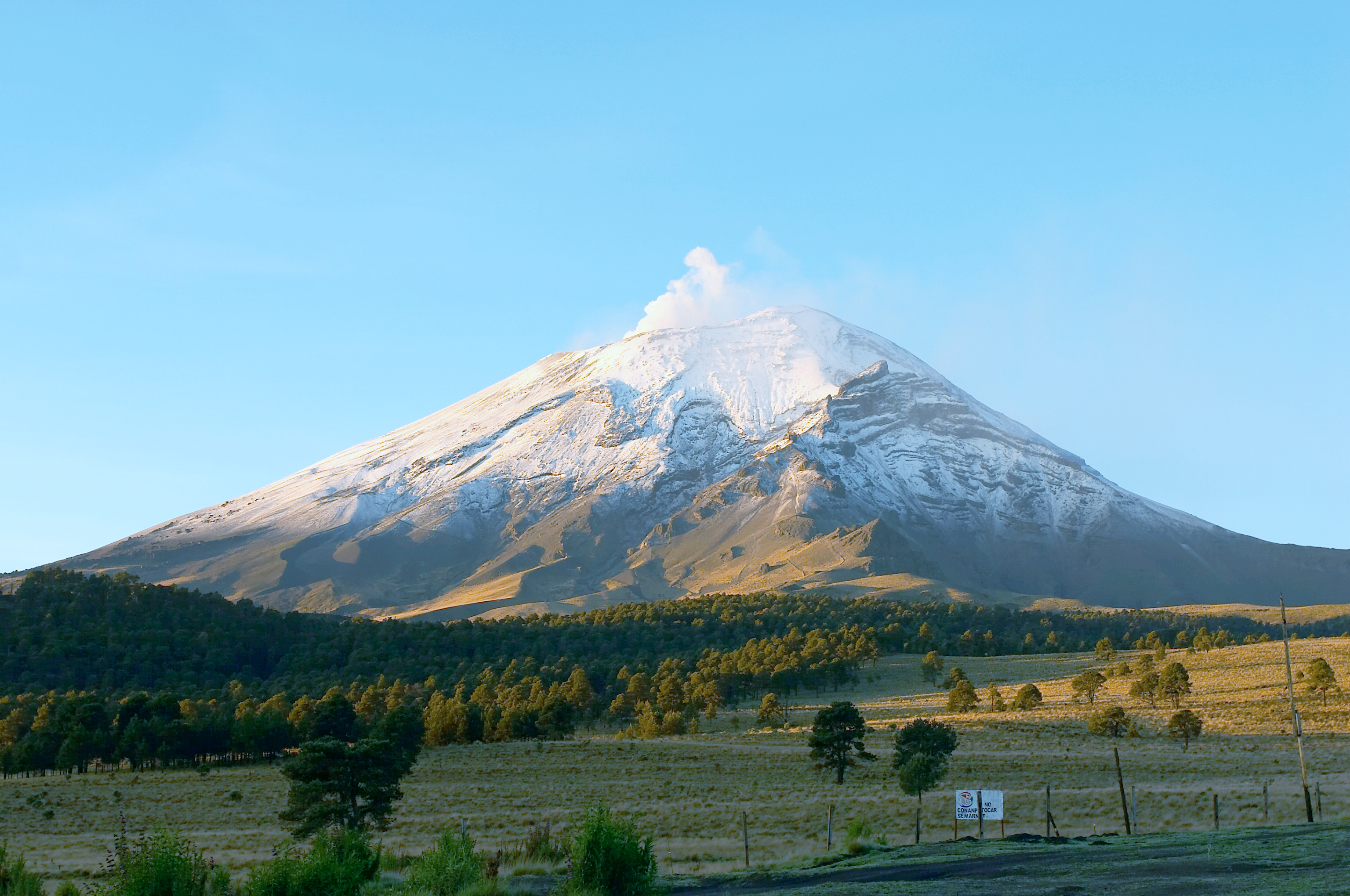
El volcán Popocatépetl desde el Paso de Cortés. La ladera oriental (izquierda en la foto) es territorio de San Nicolás de los Ranchos.

El territorio municipal de San Nicolás de los Ranchos es mayormente montañoso, descendiendo hacia el oriente. Por convención, se considera que el territorio por debajo de la cota de los 2500 m s. n. m. forma parte del Valle de Puebla-Tlaxcala, mientras que las zonas a mayor altitud forman parte de la Sierra Nevada. La mayor elevación del municipio es la cima del volcán Popocatépetl (5400 m s. n. m.), que San Nicolás de los Ranchos comparte con Tochimilco y Atlautla. Otras elevaciones importantes son el Cerro Gordo (3780 m s. n. m.) y un pico sin nombre (4700 m s. n. m.), ambos parte del macizo del volcán Iztaccíhuatl.
A mucho menor altitud, el cerro Teotón (2600 m s. n. m.) es la última prominencia notable ascendiendo desde el valle hacia el Paso de Cortés, y un yacimiento arqueológico que da muestra de la riqueza de la región en la era prehispánica. Otro sitio de interés es el malpaís de Nealtican, un denso bosque de pino-encino mayormente localizado en Tianguismanalco, pero cuyo extremo noroeste pertenece a San Nicolás de los Ranchos.
Numerosas corrientes descienden desde las alturas del Popocatépetl, producto de las lluvias y nevadas. Las principales son los ríos Apatlaco, Apipilulco Chico y Apol. Todo el municipio forma parte de la cuenca del río Atoyac, que a su vez es parte de la región hidrológica del río Balsas.

### Clima y ecosistemas
El clima de San Nicolás de los Ranchos se divide en dos zonas muy bien definidas. La zona más oriental, más baja y que forma parte del valle de Puebla-Tlaxcala, tiene un clima catalogado como templado subhúmedo con lluvias en verano. Cerca de la mitad occidental, donde se eleva hacia la Sierra Nevada, tiene un clima semifrío subhúmedo con lluvias en verano. La temperatura media anual se registra en una sucesión de bandas que desde las partes elevadas de la sierra descienden hacia el valle, registrándose en las cumbres un promedio inferior a los 4 °C, hasta un promedio de 14 °C en la zona urbana y de 16 °C en los extremos este y sureste del municipio. La precipitación media anual de la zona más occidental va de 1200  a 1500 mm y en la mitad oriental es de 1000 a 1200 mm.

## Demografía
De acuerdo a los resultados del Conteo de Población y Vivienda de 2005 realizado por el Instituto Nacional de Estadística y Geografía, San Nicolás de los Ranchos tiene un total de 9,749 habitantes, de los cuales 4,625 son hombres y 5,124 son mujeres; siendo por tanto el 47.4% de su población de sexo masculino, la tasa de crecimiento poblacional de 2000 a 2005 ha sido del -0.5%, los habitantes menores de 15 años de edad representan el 34.6% de la población, mientras que el 55.1% de los habitantes se encuentran entre este edad y los 64 años, el 78.2% de los habitantes residen en localidades de más de 2,500 habitantes y el 1.4% de la población mayor de 5 años es hablante de alguna lengua indígena.
| Evolución demográfica del municipio de San Nicolás de los Ranchos |       |       |
| 1995                                                              | 2000  | 2005  |
| 10,173                                                            | 9,877 | 9,749 |

### Localidades
En el municipio de San Nicolás de los Ranchos se localizan un total de 11 localidades, siendo las principales y su población en 2005 las siguientes:
| Localidad                  | Población (2005) |
| -------------------------- | ---------------- |
| San Nicolás de los Ranchos | 5 071            |
| San Pedro Yancuitlalpan    | 2 551            |
| Santiago Xalitzintla       | 1 996            |
| Total municipio            | 9 749            |

## Política
El gobierno del municipio le corresponde al ayuntamiento que está formado por el presidente municipal, un síndico y el cabildo integrado por ocho regidores, seis electos por mayoría y dos por representación proporcional, todos son electos mediante elección directa, universal y secreta para un periodo de tres años que no renovables para el periodo subsiguiente pero si de forma alternada y entran a ejercer su cargo el día 15 de febrero del año siguiente a su elección. presidente actual 2014-2018 Trinidad Xoletl Melendez

### Subdivisión administrativa
El municipio se divide en dos juntas auxiliares que son San Pedro Yancuitlalpan y Santiago Xalitzintla, las juntas auxiliares están integradas por el presidente municipal auxiliar y cuatro miembros propietarios y sus respectivos suplentes, son electos mediante un plebiscito popular el último domingo del mes de marzo del año correspondiente a la elección y asumen su cargo el 15 de abril siguiente.

### Representación legislativa
Para la elección de diputados locales representantes de la población en el Congreso de Puebla y diputados federales integrantes de la Cámara de Diputados de México, el municipio de San Nicolás de los Ranchos se encuentra integrado en los siguientes distritos electorales:
Local:
- VIII Distrito Electoral Local de Puebla con cabecera en la ciudad de Huejotzingo.[14]

Federal:
- V Distrito Electoral Federal de Puebla con cabecera en la ciudad de San Martín Texmelucan.[15]